# Shigetarō Yamamoto
Shigetarō Yamamoto (山本繁太郎, Yamamoto Shigetarō) est un homme politique japonais, né le 14 novembre 1948 à Yanai, et mort le 15 mars 2014 à Ube.
Il est élu au poste de gouverneur de la préfecture de Yamaguchi en 2012.